# De Orbitis Planetarum
La Dissertatio philisophica de orbitiis planetarum (Dissertazione filosofica sulle orbite dei pianeti) è il titolo dell'opera di con la quale Hegel nel 1801 ottenne l'abilitazione all'insegnamento presso l'Università di Jena.
Nel testo Hegel sostiene che il sistema solare abbia cinque pianeti classici e che lo spazio fra Marte e Giove sia vuoto. Il libro fu condannato dalle autorità ecclesiastiche dell'epoca.
Poco tempo prima della pubblicazione, era stato scoperto il pianeta nano Cerere.

## Frontespizio
Il titolo completo riportato nel frontespizio è il seguente:
| DISSERTATIONI PHILOSOPHICAE DE ORBITIS PLANETARUM PRAEMISSAE THESES QUAS RECTORE ACADEMIAE MAGNIFICENTISSIMO SERENISSIMO PRINICPE AC DOMINO DOMINO CAROLO AUGUSTO DUCE SAXONIAE IULIACI CLIVIAE MONTIUM ANGARIAE ET GUESTPHALIAE REL. CONSENTIENTE AMPLISSIMO PHILOSOPHORUM ORDINE PRO LICENTIA DOCENDI RITE OBTINENDA PUBLICE DEFENDET DIE XXVII. AUG. A. MDCCCI GE. WILH. FRID. HEGEL PHILOSOPHIAE DOCTOR SOCIO ASSUMTO CAROLO SCHELLING WIRTEMB. IENAE TYPIS PRAGERI ET SOC. |